# Манильский договор (1946)
Манильский договор 1946 года (англ. Treaty of Manila 1946), официальное название — Договор об общих взаимоотношениях (англ. Treaty of General Relations and Protocol), — договор, подписанный 4 июля 1946 года в Маниле, столице Филиппин. Сторонами договора выступали Соединённые Штаты Америки и Республика Филиппины. Согласно договору США предоставили Филиппинам полную независимость. Договор был подписан верховным комиссаром США Полом В. МакНаттом и президентом Филиппин Мануэлем Рохасом.
Договор был ратифицирован президентом США 16 августа 1946 года после того, как Сенат США 31 июля 1946 года предоставил на это согласие. На Филиппинах он был ратифицирован 30 сентября 1946 года. Договор вступил в силу 22 октября 1946 года.
Документ устанавливал передачу правительству Филиппин суверенитета над страной с оговоркой, что американские военные базы на её территории остаются во владении США впредь до заключения в двухлетний срок особого соглашения об их статуте. Филиппины приняли на себя все обязательства и долги бывшей американской колониальной администрации.